# Димбовічоара (Арджеш)
Димбовічоара (рум. Dâmbovicioara) — село у повіті Арджеш в Румунії. Адміністративний центр комуни Димбовічоара.
Село розташоване на відстані 130 км на північний захід від Бухареста, 70 км на північний схід від Пітешть, 38 км на південний захід від Брашова.

## Населення
За даними перепису населення 2002 року у селі проживали 377 осіб, усі — румуни. Рідною мовою 376 осіб (99,7%) назвали румунську.